# The Sun Ain't Gonna Shine (Anymore)
«The Sun Ain't Gonna Shine (Anymore)» — пісня, написана Бобом Крю і Бобом Гаудіо. Спочатку вийшла як сингл американського виконавця Френкі Веллі у 1965 році на лейблі «Smash», пісня здобула успіх у виконанні «The Walker Brothers» у 1966 році. Також пісню записали Шер, «Keane» та Брюса Спрінгстіна.

## Версія Френкі Валлі
Френкі Веллі записав і випустив першу версію пісні, але його сингл мав лише обмежений успіх, потрапивши до чарту синглів журналу «Billboards» «Bubbling Under Hot 100», але не увійшовши до самого «Billboard Hot 100» (№ 128). Хоча пісня була записана під час сеансу звукозапису гурту «Four Seasons» (тоді з іншими учасниками), це був перший офіційний «сольний» сингл Веллі за десять років його музичної кар'єри.
У 2014 році ця версія з'явилася у 18-му епізоді 9-го сезону серіалу «Надприродне».
Пісня звучить у фінальних титрах фольклорного фільму жахів «Сонцестояння» 2019 року та під час фінальної сцени оригінального телесеріалу сервісу «Hulu», «Закрий очі».

## Версія «The Walker Brothers»
У 1966 році гурт «The Walker Brothers» випустили свій ремейк пісні як сингл. Ця версія, названа як «The Sun Ain't Gonna Shine Anymore», мала набагато більший успіх, ніж версія Веллі. Сингл очолив «UK Singles Chart», а також став піснею піснею гурту з найвищим рейтингом у чарті США «Billboard Hot 100», де вона досягла 13-го місця. Сингл також потрапив до десятки найкращих у Канаді, Ірландії, Німеччині, Нідерландах, Новій Зеландії та Норвегії.
З того часу запис «The Walker Brothers» отримав визнання критиків і вважається «візитною карткою» гурту. «NME» поставив пісню на 357-е місце у своєму списку «500 найвизначніших пісень усіх часів», «Pitchfork» поставив її на 187-е місце у своєму списку «200 найкращих пісень 1960-х років», також вона включена до книги «1001 пісня, яку ти повинен почути, перш ніж помреш» 2010 року.
У 2010 році цю версію було використано в рекламному трейлері телесеріалу телемережі «AMC» «Ходячі мерці».
У 2012 році виконання пісні «The Walker Brothers» з'явилося у фільмі «Шукаю друга на кінець світу». Наступного року воно також використовувалося у фільмі «Стокер».
У 2013 році пісня, зі сторони-Б синглу «After the Lights Go Out», виконувалася під час фінальних титрів канадсько-іспанського психологічного трилера «Ворог».
У 2018 році запис «The Walker Brothers» використовувався у серіалі потокового сервісу «Hulu», «Касл-Рок» 1 сезону, 6 серії.

### Трек-лист
| Philips - BF 1473 / Smash Records S-2032 | Philips - BF 1473 / Smash Records S-2032 | Philips - BF 1473 / Smash Records S-2032 | Philips - BF 1473 / Smash Records S-2032 |
| #                                        | Назва                                    | Автор                                    | Тривалість                               |
| ---------------------------------------- | ---------------------------------------- | ---------------------------------------- | ---------------------------------------- |
| 1.                                       | «The Sun Ain't Gonna Shine Anymore»      | Боб Крю Боб Гаудіо                       | 3:17                                     |
| 2.                                       | «After the Lights Go Out»                | Джон Стюарт                              | 4:01                                     |

### Чарти
| Чарт (1966)                                     | Позиція |
| ----------------------------------------------- | ------- |
| Бельгія (Ultratop singles chart)                | 15      |
| Канада (Canadian RPM] Top Singles)              | 2       |
| Західна Німеччина (Media Control singles chart) | 4       |
| Нідерланди (Netherlands)                        | 9       |
| Нова Зеландія (Listener)                        | 7       |
| Ірландія (Irish Singles Chart)                  | 5       |
| Норвегія (VG-lista singles chart)               | 6       |
| Велика Британія (UK Singles Chart)              | 1       |
| США (Billboard Hot 100)                         | 13      |

## Версія Шер
Влітку 1996 року Шер випустила свій ремейк пісні як четвертий офіційний європейський сингл до свого двадцять другого альбому «It's a Man's World». Пісня посіла 26 місце у «UK Singles Chart», її версія була використана в епізоді серіалу «Цілком таємно» «Прометей постмодернізму».

### Оцінки
«AllMusic» назвав пісню «справжньою родзинкою» і додав: «епічна та гарна, з відлунням Дикого Заходу».

### Трек-лист
- UK cassette single

1. «The Sun Ain't Gonna Shine Anymore» (Trevor Horn Remix) — 4:02
2. «Not Enough Love in the World» (Sam Ward Remix) — 4:21

- UK CD single

1. «The Sun Ain't Gonna Shine Anymore» (Trevor Horn Remix) — 4:02
2. «Not Enough Love in the World» (Sam Ward Remix) — 4:21
3. «Paradise Is Here» (Album Version) — 5:04

- UK 12" single

1. «The Sun Ain't Gonna Shine Anymore» (Alternative Mix) — 4:02
2. «Not Enough Love in the World» (Sam Ward Remix) — 4:21
3. «Paradise Is Here» (Sam Ward US Mix) — 4:40

### Чарти
| Чарт (1996)                         | Позиція |
| ----------------------------------- | ------- |
| Шотландія (Official Charts Company) | 15      |
| Велика Британія (UK Singles Chart)  | 26      |

## Версія «Keane»
У 2004 році британський гурт «Keane» записав свою версію пісні. Відхилившись від оригіналу, Тім Райс-Окслі, піаніст та композитор «Keane», замінив гітару на піаніно. Він також виконав головний вокал у другому приспіві, як і в оригінальній версії. Пісня була обрана влітку 2004 року читачами «NME» і вперше вийшла як сингл тільки для завантаження у вересні того року. Також пісня була доступна для завантаження на веб-сайті фонду «War Child», тисячу LP-копій з нею було подаровано деяким шанувальникам «Keane», який підтримували та допомагали гурту. Кожна пронумерована копія включала рукописну записку Тіма Райс-Окслі, також підписану двома іншими учасниками, з вдячністю за підтримку їх.
Трек-лист
1. «The Sun Ain't Gonna Shine Anymore»
2. «Your Eyes Open» (Mo Mental Remix)

## Інші версії
- «The Ormsby Brothers» випустив сингл зі своєю версією пісні у 1974 році, який досяг 93-го місця в Австралії.[17]
- У 1981 році дует «Nielsen/Pearson» випустили свій ремейк пісні як сингл. Він став їх останнім хітом у чарті «Hot 100», посівши 56-е місце.
- Рассел Хічкок, фронтмен гурту «Air Supply», записав версію пісні до свого дебютного сольного альбому 1988 року.
- Ніл Даймонд записав версію пісні як 9-й трек LP-альбому «September Morn» 1989 року з Бобом Гаудіо за фортепіано.
- Пісня виконувалася у романтичному фільмі «Істинно, шалено, глибоко» 1991 року з Аланом Рікманом та Джульєт Стівенсон у головних ролях, де Ніна (Стівенсон) грала основні акорди у приспіві на фортепіано, а Джеймі (Рікман) грав на віолончелі, співаючи в обидвох.[18][19]
- Брюс Спрінгстін записав пісню для свого альбому «Only the Strong Survive» 2022 року.